# Natação nos Jogos Olímpicos de Verão da Juventude de 2010 - 100 m costas masculino
As provas dos 100 metros costas masculino da natação nos Jogos Olímpicos de Verão da Juventude de 2010 foram realizadas no dias 15 e 16 de agosto, na Escola dos Desportos, em Cingapura. 30 nadadores estavam inscritos neste evento.

## Medalhistas
| Ouro   | TRI He Jianbin      |
| Prata  | ISR Yakov Toumarkin |
| Bronze | NOR Lavrans Solli   |

## Eliminatórias

### Eliminatória 1
| Pos. | Raia | Nome                        | País            | Tempo   | Notas      |
| ---- | ---- | --------------------------- | --------------- | ------- | ---------- |
| 1    | 5    | Bastien Soret               | BEL Bélgica     | 59.15   |            |
| 2    | 2    | Ruslan Baimanov             | KAZ Cazaquistão | 1:00.07 |            |
| 3    | 4    | Bilal Achalhi               | MAR Marrocos    | 1:01.70 |            |
| 4    | 3    | Alan Wladimir Abarca Cortes | CHI Chile       | 1:01.71 |            |
| 5    | 6    | Mark Sammut                 | MLT Malta       | 1:01.80 |            |
| -    | 7    | Ammar Ghanim                | YEM Iêmen       | -       | Não largou |

### Eliminatória 2
| Pos. | Raia | Nome                | País           | Tempo | Notas |
| ---- | ---- | ------------------- | -------------- | ----- | ----- |
| 1    | 3    | Max Ackermann       | AUS Austrália  | 57.64 | Q     |
| 2    | 4    | Andrii Kovbasa      | UKR Ucrânia    | 57.96 | Q     |
| 3    | 5    | Matuesz Wysoczyński | POL Polônia    | 58.00 | Q     |
| 4    | 2    | Raphael Stacchiotti | LUX Luxemburgo | 58.11 | Q     |
| 5    | 1    | Serghei Golban      | MDA Moldávia   | 58.12 | Q     |
| 6    | 6    | Yusuke Yamagishi    | JPN Japão      | 58.97 |       |
| 7    | 7    | Pedro Costa         | BRA Brasil     | 59.46 |       |
| 8    | 8    | Heshan Unamboowe    | SRI Sri Lanka  | 59.75 |       |

### Eliminatória 3
| Pos. | Raia | Nome              | País                  | Tempo   | Notas |
| ---- | ---- | ----------------- | --------------------- | ------- | ----- |
| 1    | 5    | Yakov Toumarkin   | ISR Israel            | 55.55   | Q     |
| 2    | 1    | Péter Bernek      | HUN Hungria           | 57.10   | Q     |
| 3    | 7    | Ivan Biondić      | CRO Croácia           | 57.34   | Q     |
| 4    | 6    | Alexis Santos     | POR Portugal          | 57.45   | Q     |
| 5    | 3    | Rainer Kai Wee Ng | SIN Singapura         | 57.50   | Q     |
| 6    | 4    | Christian Diener  | GER Alemanha          | 58.92   |       |
| 7    | 8    | Christian Homer   | TRI Trinidad e Tobago | 59.71   |       |
| 8    | 2    | Martin Fakla      | SVK Eslováquia        | 1:00.06 |       |

### Eliminatória 4
| Pos. | Raia | Nome               | País               | Tempo | Notas |
| ---- | ---- | ------------------ | ------------------ | ----- | ----- |
| 1    | 3    | Lavrans Solli      | NOR Noruega        | 57.08 | Q     |
| 2    | 4    | He Jianbin         | CHN China          | 57.18 | Q     |
| 3    | 6    | Murray McDougall   | RSA África do Sul  | 57.43 | Q     |
| 4    | 5    | Abdullah Altuwaini | KUW Kuwait         | 57.88 | Q     |
| 5    | 7    | Steve Schmuhl      | USA Estados Unidos | 58.01 | Q     |
| 6    | 8    | Simone Geni        | ITA Itália         | 58.53 |       |
| 7    | 1    | Ondřej Palatka     | CZE Chéquia        | 58.86 |       |
| 8    | 2    | Mans Hjelm         | SWE Suécia         | 59.08 |       |

## Semifinais

### Semifinal 1
| Pos. | Raia | Nome                | País              | Tempo | Notas |
| ---- | ---- | ------------------- | ----------------- | ----- | ----- |
| 1    | 5    | He Jianbin          | CHN China         | 56.10 | Q     |
| 2    | 4    | Lavrans Solli       | NOR Noruega       | 56.39 | Q     |
| 3    | 3    | Murray McDougall    | RSA África do Sul | 56.67 | Q     |
| 4    | 2    | Abdullah Altuwaini  | KUW Kuwait        | 57.41 | Q     |
| 5    | 6    | Rainer Kai Wee Ng   | SIN Singapura     | 57.44 |       |
| 6    | 7    | Matuesz Wysoczyński | POL Polônia       | 57.56 |       |
| 7    | 1    | Raphael Stacchiotti | LUX Luxemburgo    | 57.66 |       |
| 8    | 8    | Ondřej Palatka      | CZE Chéquia       | 58.17 |       |

### Semifinal 2
| Pos. | Raia | Nome            | País               | Tempo | Notas |
| ---- | ---- | --------------- | ------------------ | ----- | ----- |
| 1    | 4    | Yakov Toumarkin | ISR Israel         | 55.40 | Q     |
| 2    | 5    | Péter Bernek    | HUN Hungria        | 56.97 | Q     |
| 3    | 3    | Ivan Biondić    | CRO Croácia        | 57.33 | Q     |
| 4    | 7    | Andrii Kovbasa  | UKR Ucrânia        | 57.35 | Q     |
| 5    | 2    | Max Ackermann   | AUS Austrália      | 57.63 |       |
| 6    | 1    | Steve Schmuhl   | USA Estados Unidos | 57.64 |       |
| 7    | 8    | Serghei Golban  | MDA Moldávia       | 57.87 |       |
| 8    | 6    | Alexis Santos   | POR Portugal       | 58.06 |       |

## Final
| Pos.              | Raia | Nome               | País              | Tempo | Notas           |
| ----------------- | ---- | ------------------ | ----------------- | ----- | --------------- |
| Medalha de ouro   | 5    | He Jianbin         | CHN China         | 55.16 |                 |
| Medalha de prata  | 4    | Yakov Toumarkin    | ISR Israel        | 55.28 |                 |
| Medalha de bronze | 3    | Lavrans Solli      | NOR Noruega       | 56.20 |                 |
| 4                 | 2    | Péter Bernek       | HUN Hungria       | 56.33 |                 |
| 5                 | 6    | Murray McDougall   | RSA África do Sul | 56.68 |                 |
| 6                 | 7    | Ivan Biondić       | CRO Croácia       | 56.88 |                 |
| 7                 | 1    | Andrii Kovbasa     | UKR Ucrânia       | 56.93 |                 |
| -                 | 8    | Abdullah Altuwaini | KUW Kuwait        | -     | Desclassificado |